# Леса Восточного рифта
Леса Восточного рифта — экологический регион, расположенный на территории Кении и Танзании. Статус сохранности экорегиона оценивается как критический, его специальный код — AT0109.

## Рельеф
Рельеф экорегиона характеризуется скалистыми горными блоками, возвышающимися над более спокойным рельефом прибрежной равнины Восточной Африки.
В геологическом отношении Восточный рифт состоит из сильно метаморфизованных докембрийских пород, которые поднимались вверх в результате разломов и выветриваний. Почвы, полученные из этих отложений, обычно менее богаты, чем почвы вулканических гор Восточной Африки, но постоянные осадки в этом регионе увеличивают сельскохозяйственный потенциал.

## Климат
Годовое количество осадков достигает 3000 мм, зафиксированное в восточных горах Улугуру. В большинстве других гор экорегиона сильно выражены влажный и сухой сезоны. Есть некоторые свидетельства, что в последние десятилетия климат стал более сухим и сезонным.

## Флора и фауна
В экорегионе обитает большое количество эндемичных растений и животных, также экорегион характеризуется большим количеством видов с ограниченным ареалом.

### Флора
Было подсчитано, что в горных и окружающих лесах насчитывается 2000 видов 800 родов, как минимум 800 видов считаются эндемичными. Лесные образования подразделяются на верхние горные (выше 1800 м), горные (1250—1800 м) и предгорные (800—1250 м). На больших высотах леса становятся карликовыми и покрываются лишайниками.
Верхние горные леса характеризуются большим количеством осадков. Виды деревьев здесь включают афлойю, Cassipourea malosana, Olea capensis и эндемичный вид Allanblackia ulugurensis. В горных лесах высота деревьев намного выше. В кустарниковом ярусе преобладают мареновые и акантовые. Ряд эндемичных для региона деревьев из яруса горных лесов включает Allanblackia stuhlmannii, Beilschmiedia kweo, Isoberlinia scheffleri и Polyceratocarpus scheffleri. Подгорные леса часто пересекаются с горными лесами, но их можно отличить по наличию низинных видов, таких как Milicia excelsa и Parkia filicoidea. К эндемикам относятся Cephalosphaera usambarensis и несколько других.
Ряд других распространённых деревьев в лесах Восточного рифта: Подокарп широколистный, Афрокарпус серповидный, Khaya anthotheca, Ochna holstii, Ilex mitis, Cola greenwayi, Cornus volkensii, Trichilia dregeana.

### Фауна
Среди фауны высок уровень эндемизма у птиц, как и у почти эндемичных видов, так и у строгих эндемиков. Виды с ограниченным распространением включают такие виды, как дрозд Таиты и Apalis fuscigularis, которые встречаются только на нескольких квадратных километрах леса на холмах Таита. Удзунгвасская куропатка известна только из одного лесного массива в горах Удзунгва, а черношапочный кустарниковый сорокопут ограничен одним лесным заповедником в горах Улугуру площадью менее 100 км². Некоторые другие птицы встречаются только на нескольких горах, к ним относятся узамбарский филин и рубиновозвездная короткохвостая нектарница. Другие виды с более широким ареалом обычно встречаются в Малави, Зимбабве или в прибрежных лесах Занзибара-Иньямбане.
Эндемизм у млекопитающих также высок, учитывая небольшую площадь экорегиона. Однако крупных эндемичных млекопитающих здесь нет. Известно шесть строго эндемичных млекопитающих: пять землероек (танзанийская белозубка, белозубка Телфорда, узумбарская белозубка, танзанийская мышевидная белозубка, белозубка Ховелла) и один примат (горный галаго). К угрожаемым млекопитающим, обитающим в этих лесах, относятся танзанийский дукер, восточный даман и хоботковая собачка Петерса.
Высокий уровень эндемизма также демонстрируют земноводные и пресмыкающиеся. Среди 25 видов строго эндемичных земноводных выделяются пять видов тростнянок, два вида африканских древесниц, пять видов живородящих жаб, четыре вида узкоротов и пять видов настоящих червягов. Строго эндемичные рептилии включают десять видов хамелеонов, три вида слепозмеек и шесть видов ужеобразных из четырёх родов. До сих пор в экорегионе продолжают обнаруживать новые виды рептилий и земноводных.
Беспозвоночные Восточного рифта также характеризуются очень высокой степенью эндемизма. Доступная обобщённая информация показывает, что до 80 % фауны одной горы может быть строго эндемичной.

## Состояние экорегиона
Плотность населения составляет 100—200 чел. на км², что значительно выше, чем в прилегающих низменностях, где количество осадков менее предсказуемо. Население увеличивается не только за счёт рождаемости (около 2,8 % в год), но и и за счёт миграции.
Основными угрозами для экорегиона является распространение сельского хозяйства, в основном на землях, принадлежащих деревням, но также и на лесные резервы, которые защищают большую часть лесных участков. Лесная среда, как правило, утрачена на всех нижних склонах Восточного рифта. Среда обитания стала за последнее время более фрагментированной из-за деятельности человека: благоприятный климат гор, хорошее снабжение водой и строительными материалами привлекали в это место людей.
Лес охраняется в национальном парке Удзунгва-Маунтинс площадью ок. 1900 км², а также большим количеством лесных заповедников. Создание немецкой администрацией в конце 1800-х годов было важным шагом в защите лесов, которые тогда описывались как «в значительной степени исчезнувшие» и «очень печальные». Эти меры помогли предотвратить полную потерю лесов в некоторых районах, хотя потери значительных площадей леса всё ещё продолжаются.

## Провинции, полностью или частично расположенные в экорегионе
- Кения: Каджиадо, Тайта-Тавета;
- Танзания: Иринга, Килиманджаро, Мбея, Морогоро, Сингида, Танга.